# 543 г. пр.н.е.

## Събития

### В Азия

#### Във Вавилония
- Набонид (556 – 539 г. пр.н.е.) е цар на Вавилония.[1]

#### В Персийската империя
- Цар на Персийската (Ахеменидска) империя е Кир II Велики (559 – 530 г. пр.н.е.).[2]

### В Африка

#### В Египет
- Фараон на Египет е Амасис II (570 – 526 г. пр.н.е).[3]

### В Европа
- Атинският тиран Пизистрат ръководи церемонии на остров Делос, което включва „пречистването“ на острова като се премахват гробовете и гробниците на острова след допитване до оракула в Делфи.[4][5]